# Afta
Un afta (del griego antiguo ἄφθα, aphta "quemadura"; generalmente aparece en plural ἄφθαι aphtai) es una úlcera superficial, pequeña, redondeada, blanquecina y con borde rojo bien delimitado; de origen desconocido, molesta y dolorosa en la mayoría de los casos, que aparece durante el curso de ciertas enfermedades. Suele ser recurrente. Se forma en la mucosa de la boca o de otras partes del tubo digestivo, o en la mucosa genital; como la presentación más habitual es la orofaríngea, se usa con frecuencia en un sentido más restringido, referido tan solo al afta bucal.
El afta bucal u oral, estomatitis aftosa, úlcera bucal, postemilla o fogaje (en Yucatán) es una lesión o erosión mucosa, como una pequeña herida o llaga, que se localiza generalmente en la mucosa oral de bordes planos y regulares y rodeada de una zona de eritema.

## Epidemiología
Las aftas son una de las lesiones más frecuentes de la cavidad bucal con una prevalencia entre el 5 y 80% de la población. Se presenta con gran frecuencia entre niños y adolescentes, especialmente entre los 10 y 19 años de edad.

## Etiología
Las causas que provocan el desarrollo de las aftas bucales no están completamente claras, si bien se sabe que tienen un origen multifactorial. Diversas alteraciones en el funcionamiento del sistema inmunitario, tanto de origen genético (congénitas o innatas) como otras que se  desarrollan a lo largo de la vida (adquiridas), juegan un importante papel.
Entre los principales factores que modifican la respuesta inmunitaria se incluyen: deficiencias de microelementos y vitaminas, alergias a alimentos, enfermedades sistémicas (tales como la enfermedad celíaca, la enfermedad de Crohn, la colitis ulcerosa y el sida), trastornos hormonales, algunas infecciones virales y bacterianas, el aumento del estrés oxidativo, lesiones mecánicas, la ansiedad y el tabaco.
Se ha demostrado en numerosos estudios que las aftas orales recurrentes aparecen principalmente en pacientes con trastornos gastrointestinales, especialmente en aquellos que padecen enfermedad inflamatoria intestinal (colitis ulcerosa, enfermedad de Crohn) y enfermedad celíaca. Las razones que explican esta correlación son, por un lado, las deficiencias de nutrientes y micronutrientes, y por otro, la aparición de reacciones autoinmunes, que son características típicas en estas enfermedades. Las aftas recurrentes u otras lesiones bucales pueden constituir los primeros signos que indican la presencia de estos trastornos. No en vano, la palabra "esprúe", utilizada en Gastroenterología para denominar ciertas dolencias (esprúe celíaco, esprúe tropical) deriva de la palabra neerlandesa "spruw", que significa "aftoso". En el caso de la enfermedad celíaca, pueden tratarse de su única manifestación y constituyen una importante ayuda para orientar el diagnóstico, ya que esta enfermedad cursa con frecuencia sin síntomas digestivos o completamente asintomática, por lo que el diagnóstico se demora durante años, con importantes consecuencias negativas sobre la salud.

## Cuadro clínico

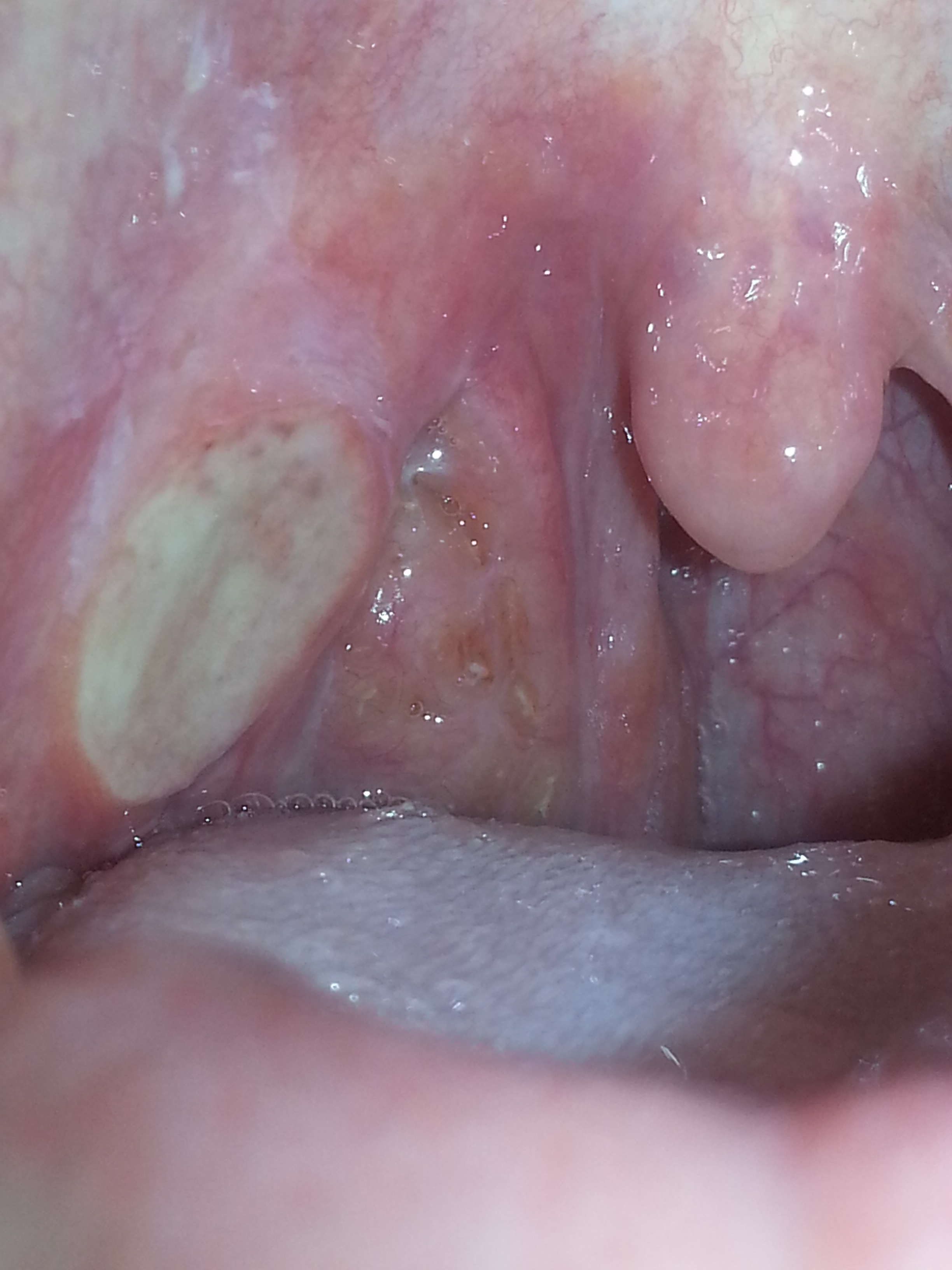
Afta Bucal cercana a las amígdalas

La estomatitis aftosa se presenta con una o más lesiones recubiertas de una capa amarillenta sobre una base roja, las cuales tienden a recurrir. No suele acompañarse con fiebre aunque a menudo son dolorosas. Por lo general comienzan con una sensación de ardor en el sitio de la futura úlcera. Al cabo de varios días progresan a una tumefacción que se vuelve ulcerosa. El área de color gris, blanca o amarillenta se debe a la formación de fibrina, una proteína asociada con la coagulación de la sangre.

## Clasificación
Por las manifestaciones clínicas, se establecen tres tipos de aftas: menores o leves, mayores o graves y ulceraciones herpetiformes recidivantes o estomatitis aftosa recidivante.

## Diagnóstico diferencial
Se puede confundir con el herpes simple, causado por el virus herpes hominis, pero no tienen relación. Los herpes orales presentan ampollas pequeñas y dolorosas principalmente en los labios y son contagiosas, sin embargo las aftas bucales aparecen en la zona interior de los labios, las mejillas, las encías, o la lengua, y no son una enfermedad contagiosa.

## Tratamiento
La gran mayoría de las personas con estomatitis aftosa tienen síntomas menores y no requieren ninguna terapia específica. Generalmente se cura solo en una semana aproximadamente, aunque puede tardar más si es más grande. 
El dolor suele ser tolerable con una simple modificación de la dieta durante un episodio de ulceración, como evitar alimentos y bebidas picantes y ácidos. Ninguna terapia es curativa; el tratamiento tiene como objetivo aliviar el dolor, promover la curación y reducir la frecuencia de episodios de ulceración.
El primer paso, antes de iniciar un tratamiento, es identificar las posibles causas que provocan la aparición de las aftas, tales como deficiencias nutricionales o alergias.
Los médicos de cabecera pueden evaluar y diagnosticar ciertos factores ambientales, pero la posible presencia de una enfermedad sistémica causante de las aftas, como la enfermedad celíaca, la enfermedad de Behçet o el sida, debe ser estudiada por los especialistas adecuados, ya que su reconocimiento, diagnóstico y tratamiento es muy difícil para los médicos de cabecera.
En el caso de la enfermedad celíaca, el tratamiento con la dieta sin gluten resuelve las aftas aproximadamente en el 90% de los pacientes. La persistencia de las lesiones en una minoría de celíacos se considera un indicativo de posible falta de cumplimiento estricto de la dieta, pues la exposición a mínimas cantidades de gluten puede provocar el desarrollo o reaparición de lesiones en la boca.
Antes de plantear el tratamiento de aftas conviene valorar la conveniencia de tratarlas, ponderando los beneficios y los riesgos. Deben considerarse cuatro parámetros para la indicación terapéutica: 
- Periodicidad de la recurrencia de las lesiones.
- Número de lesiones ulceradas por brote.
- Tamaño de las lesiones.
- Duración de las lesiones.[15]

Los lavados bucales suaves con enjuague bucal antimicrobiano y las pomadas de antibióticos-hidrocortisona disminuyen el dolor y contribuyen a la curación. Es de especial utilidad la hidrocortisona en una base adhesiva. Indirectamente pueden ser de utilidad los sedantes, analgésicos y vitaminas. Los corticoesteroides por vía general en dosis elevadas por un corto periodo pueden ser de mucha utilidad para los ataques graves y debilitantes de afta.

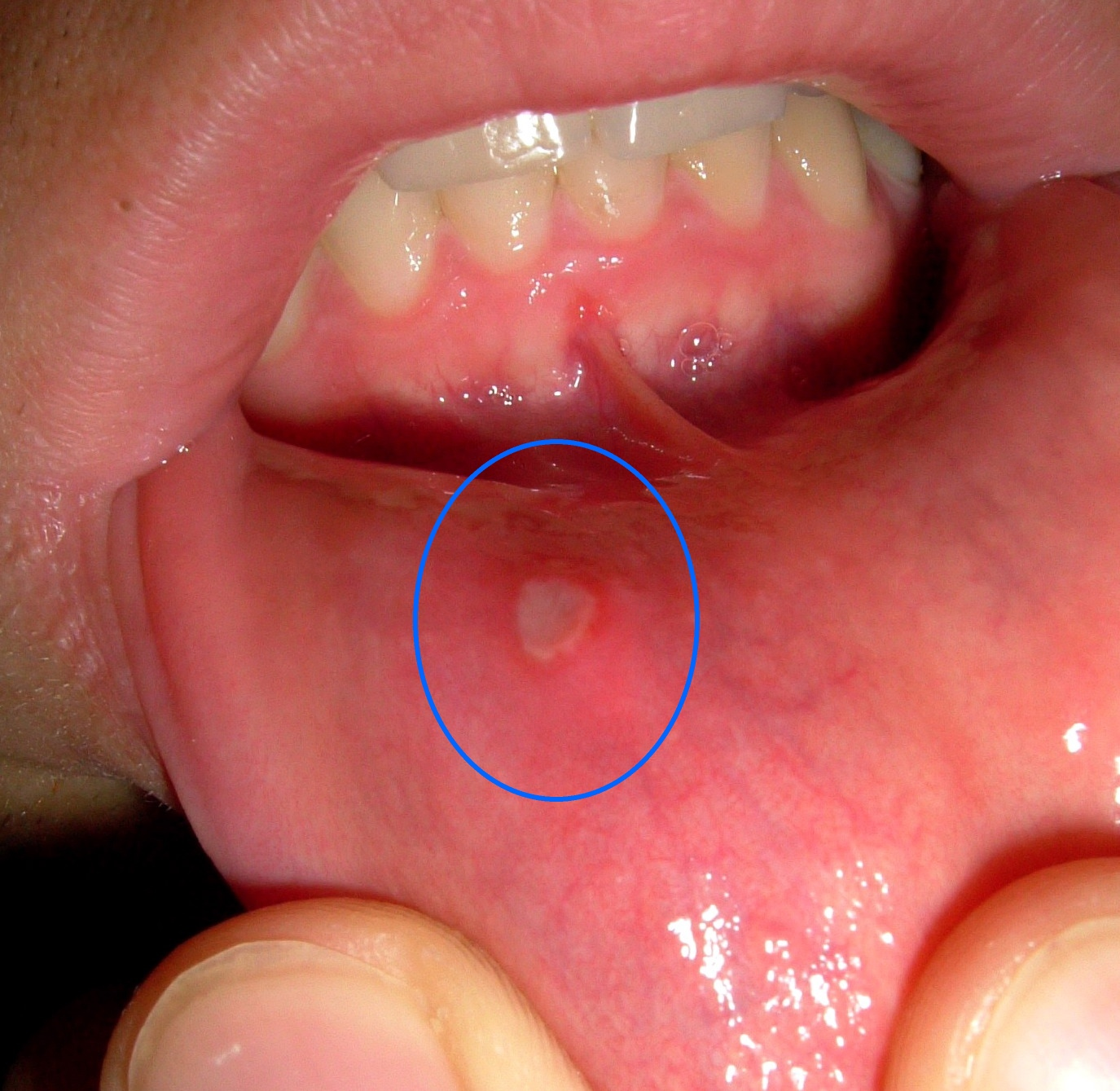
Úlcera aftosa